# Andrea Zanchetta
Andrea Zanchetta (* 2. Februar 1975 in Gaglianico) ist ein ehemaliger italienischer Fußballspieler und heutiger -trainer. 
Als Spieler kam er im Mittelfeld zum Einsatz. Zanchetta begann seine Karriere bei Inter Mailand. Von 1997 bis 2006 war er bei Chievo Verona aktiv. 2011 beendete er bei der US Cremonese seine aktive Laufbahn.
Seit 2011 ist Zanchetta als Trainer aktiv und betreute bisher vornehmlich Nachwuchsmannschaften.